# Леопольд II (маркграф Австрии)
Леопольд II (нем. Leopold II; 1050 — 12 октября 1095, предположительно Гарс-на-Кампе) — маркграф Австрии (1075—1095) из династии Бабенбергов. Сын австрийского маркграфа Эрнста.

## Биография
В отличие от своих предшественников, Леопольд II порвал с традиционной верностью маркграфов Австрии императору Священной Римской империи и в 1078 году вмешался в борьбу за инвеституру на стороне вельфов и папы римского против императора Генриха IV. Это привело в 1079 году к вторжению имперских войск в Австрию и её разорению. 
Леопольд II был вынужден подчиниться Генриху IV, однако в 1081 году он вновь присоединился к герцогу Вельфу I Баварскому. Император вступил в союз с Чехией, пообещав князю Вратиславу II уступить ему австрийские земли. В 1082 году в Австрию вторглись чешские войска и разбили Леопольда II в битве при Майлберге. Маркграф был вынужден бежать из страны.
В 1084 году Леопольду II удалось примириться с императором, и он был восстановлен на австрийском престоле. Правда, ему пришлось уступить ряд территорий в южной Моравии чешскому князю.

## Брак и дети
Жена: Ида Австрийская (Рательберг). Дети:
- Леопольд III Святой (1073—1136), маркграф Австрии с 1095
- Елизавета (ум. 1107), замужем (1082) за Отакаром II, маркграфом Штирии
- Герберга (ум. 1142), замужем (1100) за Борживоем II, князем Чехии
- Ида (ум. 1115), замужем за Литольдом, князем Моравии
- Эуфемия (ум. 1168), замужем за графом Конрадом Пейлштейном
- София (ум. 1154), замужем за Генрихом III, герцогом Каринтии; вторым браком (1128) за графом Зигхардом Бургхаузеном
- Адельгейда, замужем за Дитрихом Формбахом